# 桃花期
《桃花期》（日语：モテキ），是日本漫畫家久保美津郎的一部愛情漫畫，2008年於《Evening》（講談社）開始連載，單行本全4卷。

## 主要角色
藤本幸世
長澤雅美（麻生久美子）
土井亜紀

中柴いつか

小宮山夏樹

林田尚子

島田雄一

神崎桜子

文子

小宮山基樹

林田由真

墨田

小野坂オム

## 出版書籍
| 冊數 | 講談社        | 講談社                 |
| 冊數 | 發售日期      | ISBN                   |
| ---- | ------------- | ---------------------- |
| 1    | 2009年3月23日 | ISBN 978-4-06-352259-4 |
| 2    | 2009年8月21日 | ISBN 978-4-06-352278-5 |
| 3    | 2010年1月22日 | ISBN 978-4-06-352296-9 |
| 4    | 2010年5月21日 | ISBN 978-4-06-352319-5 |
| 4.5  | 2010年9月7日  | ISBN 978-4-06-352327-0 |

廉價版
| 副標題 | 講談社        | 講談社                 |
| 副標題 | 發售日期      | ISBN                   |
| ------ | ------------- | ---------------------- |
|        | 2012年3月21日 | ISBN 978-4-06-375027-0 |
|        | 2012年4月18日 | ISBN 978-4-06-375037-9 |

新裝版
| 冊數 | 講談社         | 講談社                 |
| 冊數 | 發售日期       | ISBN                   |
| ---- | -------------- | ---------------------- |
| 1    | 2017年11月21日 | ISBN 978-4-06-510775-1 |
| 2    | 2017年11月21日 | ISBN 978-4-06-510784-3 |
| 3    | 2017年11月21日 | ISBN 978-4-06-510785-0 |

## 電視劇

### 演員列表
- 藤本幸世（29） - 森山未來
- 土井亜紀（27） - 野波麻帆
- 中柴いつか（22） - 滿島光
- 小宮山夏樹（28） - 松本莉緒
- 林田尚子（29） - 菊地凛子
- 島田雄一（29） - 新井浩文
- 墨田（42） - Lily Franky
- 島田ユリエ（28） - 堀真由美
- 小野坂オム（32） - 浜野謙太
- 小宮山基樹（30） - 信川清順
- 林田由真（4） - 信太真妃

#### 客串演出
- 藤本幸世肥胖期 - 森田甘路
- 藤本幸世中學期 - 泉澤祐希
- 藤本幸世父 - でんでん
- 藤本幸世母 - 戸村美智子
- 文子 - 小林喜名子
- 林田尚子中學期 - 志保（第5集）
- 神崎櫻子 - 篠原友希子（第10、11集）
- 鹿內大嗣（第11集）
- 森本のぶ（第11集）
- 野間口徹（第11、12集）

### 主題曲
- 片頭曲：フジファブリック（Sony Music Associated Records）
- 片尾曲：Half-Life（日语：Half-Life (バンド)）「J-POP」（tearbridge records）

### 收視率
| 集數                                                         | 播放日期      | 日文標題 | 收視率 |
| ------------------------------------------------------------ | ------------- | -------- | ------ |
| 第1話                                                        | 2010年7月16日 |          | 2.8%   |
| 第2話                                                        | 2010年7月23日 |          | 2.7%   |
| 第3話                                                        | 2010年7月30日 |          | 3.1%   |
| 第4話                                                        | 2010年8月6日  |          | 2.8%   |
| 第5話                                                        | 2010年8月13日 |          | 2.6%   |
| 第6話                                                        | 2010年8月20日 |          | 3.8%   |
| 第7話                                                        | 2010年8月27日 |          |        |
| 第8話                                                        | 2010年9月3日  |          |        |
| 第9話                                                        | 2010年9月10日 |          | 3.8%   |
| 第10話                                                       | 2010年9月17日 |          |        |
| 第11話                                                       | 2010年9月24日 |          |        |
| 第12話                                                       | 2010年10月1日 |          | 3.6%   |
| 平均收視率3.3%（由Video Research公司調查關東地區的統計數據） |               |          |        |

### 獎項
- 銀河賞 2010年9月度月間賞
- 銀河賞 2010年上期入圍
- 第48回銀河賞入圍
- 第66回日劇學院賞特別賞
- 2011年東京國際戲劇節連續劇優秀獎
- 2011年東京國際戲劇節最佳女配角獎：滿島光

## 電影
《草食男之桃花期》（日语：モテキ）2011年9月23日上映于日本的爱情片。该片根据日本漫画家久保美津子《桃花期》同名作品而编制。台灣於2013年6月21日上映，片名譯為《草食男之桃花期》。榮獲2011年日本電影旬報十佳影片第7名。

### 劇情內容
31歲的宅男藤本幸世一直沒有談過戀愛，身為二次處男（有過性經驗但很久沒做了），他在自己工作的社交網站公司工作，偶然在推特上看到四個青春美麗的女子，頓時心生好感。此前，他一直被自己公司的攝影師唐木素子（真木陽子飾演）打擊。第一個出現的女子是松尾（長澤雅美飾演），兩人一起在家看電影，喝得爛醉如泥，並且同床共枕。隨後，他又陸續和酒吧女子愛（仲里依紗飾演）、玩具設計師留未子（麻生久美子）有過一夜情。

### 演員表
- 藤本幸世（31）  - 森山未來（無綫電視配音：麥皓豐）

假性處男，社交網站公司員工
- 松尾美由纪（26） - 長澤雅美（無綫電視配音：林元春）
- 枡元留未子（33） - 麻生久美子（無綫電視配音：柚子蜜）

玩具設計師
- 愛（25） - 仲里依纱（無綫電視配音：陳皓宜）

離婚女子，在酒吧工作
- 唐木素子（33） - 真木陽子（無綫電視配音：朱妙蘭）

幸世的同事，攝影師
- 墨田卓也（43）- 中川雅也（無綫電視配音：葉振聲）

社交網站管理員
- 島田雄一（31） - 新井浩文（無綫電視配音：周倚天）
- 山下ダイスケ（31） - 金子統昭（無綫電視配音：周良鴻）
- 彩海 - 山田真步（無綫電視配音：吳羨婷）
- 三浦 - 伊達曉（無綫電視配音：李致林）
- 千華 - 内田慈（無綫電視配音：何寶珊）
- 小宫山基樹 - 信川清順
- 吉野家的店員 - 赤堀雅秋
- 愛の母 - りりィ（無綫電視配音：袁淑珍）
- カオリン - 東加奈子
- 出入り業者 - 傳田うに
- ミキちゃん - 上田遥
- 小宮山基樹 - 信川清順
- フェスカップル - 丸尾丸一郎、祖父江唯

## 獎項
- 第85回電影旬報讀者賞Best 10：第7名
- 橫濱電影節日本電影Best 7
- 映畫藝術電影獎年度日本電影Best 7
- 第66回每日電影獎最佳男主角：森山未來
- 第16回日本網路電影大獎最佳男主角：森山未來
- 第54回藍絲帶獎最佳女配角：長澤雅美
- 第35回日本電影金像獎[3]

最佳女主角：長澤雅美（提名）
最佳女配角：麻生久美子（提名）
最佳配樂：岩崎太整（提名）
最佳剪輯：石田雄介（提名）
作品部門話題獎
- 第21回日本電影專業大獎個人獎最佳新人導演獎：大根仁

## 花絮
2011年8月30日，男主角森山未来；女主角長澤雅美、麻生久美子、仲里依纱、真木阳子一起在日本国东京都举行“桃花期聚会”，宣布该片已经全部拍摄完成。
主演森山未来谈到男主角的性格时表示：“他觉得幸福不能太坦率，所以对女性的感觉是你先喜欢我，说不定我才会喜欢你，感觉有点傻乎乎的，不过实际上他还是很坦率，虽然对对方比较失礼，但我的想法和他有点相似。”

## 外部連結
- 互联网电影数据库（IMDb）上《桃花期》的资料（英文）
- 豆瓣电影上《桃花期》的資料 （简体中文）
- （日語）《桃花期》官方網站 （页面存档备份，存于）